# Völundarkviða
Völundarkviða (O poema de Völundr) é um dos poemas da mitologia nórdica pertencentes à Edda em verso, preservado inicialmente em dois manuscritos: o Codex Regius e no AM 748 I 4to. Relata a história de  Völundr, descrito como o príncipe dos elfos. É também descrito como um dos filhos do rei dos finnar (presumivelmente do norte da escandinávia.